# Jacaena jinxini
Espèce
Jacaena jinxini est une espèce d'araignées aranéomorphes de la famille des Liocranidae.

## Distribution
Cette espèce est endémique du Guangxi en Chine,.

## Description
Le mâle holotype mesure 5,64 mm et la femelle paratype 5,38 mm.

## Étymologie
Cette espèce est nommée en l'honneur de Jin-xin Liu.

## Publication originale
- Liu, Xu, Sheng & Yin, 2020 : A new species of the genus Jacaena Thorell, 1897 (Araneae: Liocranidae) from China. Pan-Pacific Entomologist, vol. 95, no 3/4, p. 127-137.